# Sarajînka, Bârzula
Sarajînka (în ucraineană Саражинка) este un sat în comuna Balta din raionul Bârzula, regiunea Odesa, Ucraina.

## Demografie
Componența lingvistică a comunei Sarajînka
     Ucraineană (98,66%)
     Alte limbi (1,34%)
Conform recensământului din 2001, majoritatea populației comunei Sarajînka era vorbitoare de ucraineană (98,66%), existând în minoritate și vorbitori de alte limbi.